# 이나영 (1986년)
이나영(1986년 3월 11일 ~ )은 대한민국의 정치인이다.

## 학력
- 하탑초등학교
- 이매중학교
- 태원고등학교
- 중앙대학교 도시및지역계획학과 졸업

## 경력
- 2016년 4월 13일 ~ 2018년 6월 30일: 제9대 경기도의회 의원
- 2018년 7월 1일 ~ 2020년 1월 15일: 제10대 경기도의회 의원
- 2020.02.22 더불어민주당 탈당
- 2024년 12월 ~ : 더불어민주당 부대변인

## 역대 선거 결과
|  | 46.19% |

|  | 39.92% |

|  | 60.55% |

|  | 3.96% |